# Wilmington (Vermont)
Wilmington és una població dels Estats Units a l'estat de Vermont. Segons el cens del 2000 tenia 2.225 habitants.

## Demografia
Segons el cens del 2000, Wilmington tenia 2.225 habitants, 992 habitatges, i 597 famílies. La densitat de població era de 21,8 habitants per km².
Dels 992 habitatges en un 26% hi vivien nens de menys de 18 anys, en un 48,6% hi vivien parelles casades, en un 7,8% dones solteres, i en un 39,8% no eren unitats familiars. En el 32,5% dels habitatges hi vivien persones soles el 8% de les quals corresponia a persones de 65 anys o més que vivien soles. El nombre mitjà de persones vivint en cada habitatge era de 2,24 i el nombre mitjà de persones que vivien en cada família era de 2,84.
Per edats la població es repartia de la següent manera: un 21,6% tenia menys de 18 anys, un 7% entre 18 i 24, un 26,7% entre 25 i 44, un 30,6% de 45 a 60 i un 14,1% 65 anys o més.
L'edat mediana era de 42 anys. Per cada 100 dones de 18 o més anys hi havia 98,7 homes.
La renda mediana per habitatge era de 37.396 $ i la renda mediana per família de 46.786 $. Els homes tenien una renda mediana de 29.511 $ mentre que les dones 23.417 $. La renda per capita de la població era de 25.171 $. Entorn del 7% de les famílies i el 9,3% de la població estaven per davall del llindar de pobresa.